# Braunlage
Braunlage [braʊ̯nˈlaːɡə] ist eine niedersächsische Stadt im Landkreis Goslar (Deutschland). Sie ist ein staatlich anerkannter Luftkurort und Wintersportplatz. Bis 1972 war Braunlage Kreisstadt des zu Niedersachsen gehörenden Landkreises Blankenburg.

## Geographie

### Lage
Braunlage befindet sich im Harz südlich des Brockens umrahmt vom Nationalpark Harz in einer Höhenlage von 550 m ü. NHN im Ort und bis 971 m ü. NHN auf dem Wurmberg. Östlich des Orts befindet sich die Landesgrenze zu Sachsen-Anhalt (ehemalige Innerdeutsche Grenze, jetzt Grünes Band Deutschland).

### Stadtgliederung
Zur Stadt Braunlage gehören die folgenden Ortsteile:
| Ortsteile | Einwohnerzahlen (31. Dezember 2024) |
| --- | ----------------------------------- |
| 1. Braunlage mit seinen Ortsteilen 000Brunnenbachsmühle und 000Königskrug                                                                   | 3035                                |
| 2. Hohegeiß | 845                                 |
| 3. Sankt Andreasberg mit seinen Ortsteilen 000Oderberg, 000Oderbrück, 000Oderhaus, 000Odertaler Sägemühle, 000Silberhütte und 000Sonnenberg | 1434                                |
| 00Stadt Braunlage | 5314                                |

### Klima
|                       | Jan  | Feb  | Mär  | Apr | Mai  | Jun  | Jul  | Aug  | Sep  | Okt  | Nov | Dez  |   |      |
| Mittl. Tagesmax. (°C) | −0,3 | 2,5  | 4,8  | 9,4 | 14,3 | 17,5 | 19,0 | 18,7 | 15,7 | 10,2 | 4,4 | 1,1  | ⌀ | 9,8  |
| Mittl. Tagesmin. (°C) | −5,2 | −4,9 | −2,3 | 1,1 | 5,4  | 8,4  | 10,5 | 10,4 | 7,8  | 3,8  | 0,0 | −3,2 | ⌀ | 2,7  |
|                       |      |      |      |     |      |      |      |      |      |      |     |      |   |      |
| Niederschlag (mm)     | 130  | 118  | 80   | 85  | 80   | 98   | 126  | 105  | 97   | 112  | 116 | 118  | Σ | 1265 |
|                       |      |      |      |     |      |      |      |      |      |      |     |      |   |      |
| Sonnenstunden (h/d)   | 1,5  | 2,4  | 3,3  | 4,7 | 6,2  | 6,2  | 6,3  | 6,0  | 4,3  | 3,5  | 1,7 | 1,4  | ⌀ | 4    |
|                       |      |      |      |     |      |      |      |      |      |      |     |      |   |      |
| Regentage (d)         | 21   | 18   | 16   | 17  | 16   | 15   | 18   | 16   | 15   | 17   | 19  | 19   | Σ | 207  |
|                       |      |      |      |     |      |      |      |      |      |      |     |      |   |      |
| Luftfeuchtigkeit (%)  | 88   | 85   | 79   | 74  | 73   | 75   | 79   | 81   | 82   | 85   | 89  | 91   | ⌀ | 81,7 |

| −5,2 |

| −4,9 |

| −2,3 |

| 1,1 |

| 5,4 |

| 8,4 |

| 10,5 |

| 10,4 |

| 7,8 |

| 3,8 |

| 0,0 |

| −3,2 |

| −5,2 |

| −4,9 |

| −2,3 |

| 1,1 |

| 5,4 |

| 8,4 |

| 10,5 |

| 10,4 |

| 7,8 |

| 3,8 |

| 0,0 |

| −3,2 |

## Geschichte

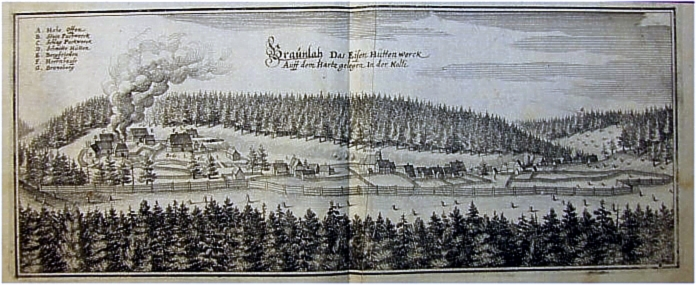
Eisenhütte und Dorf Braunlage mit Kirche 1654

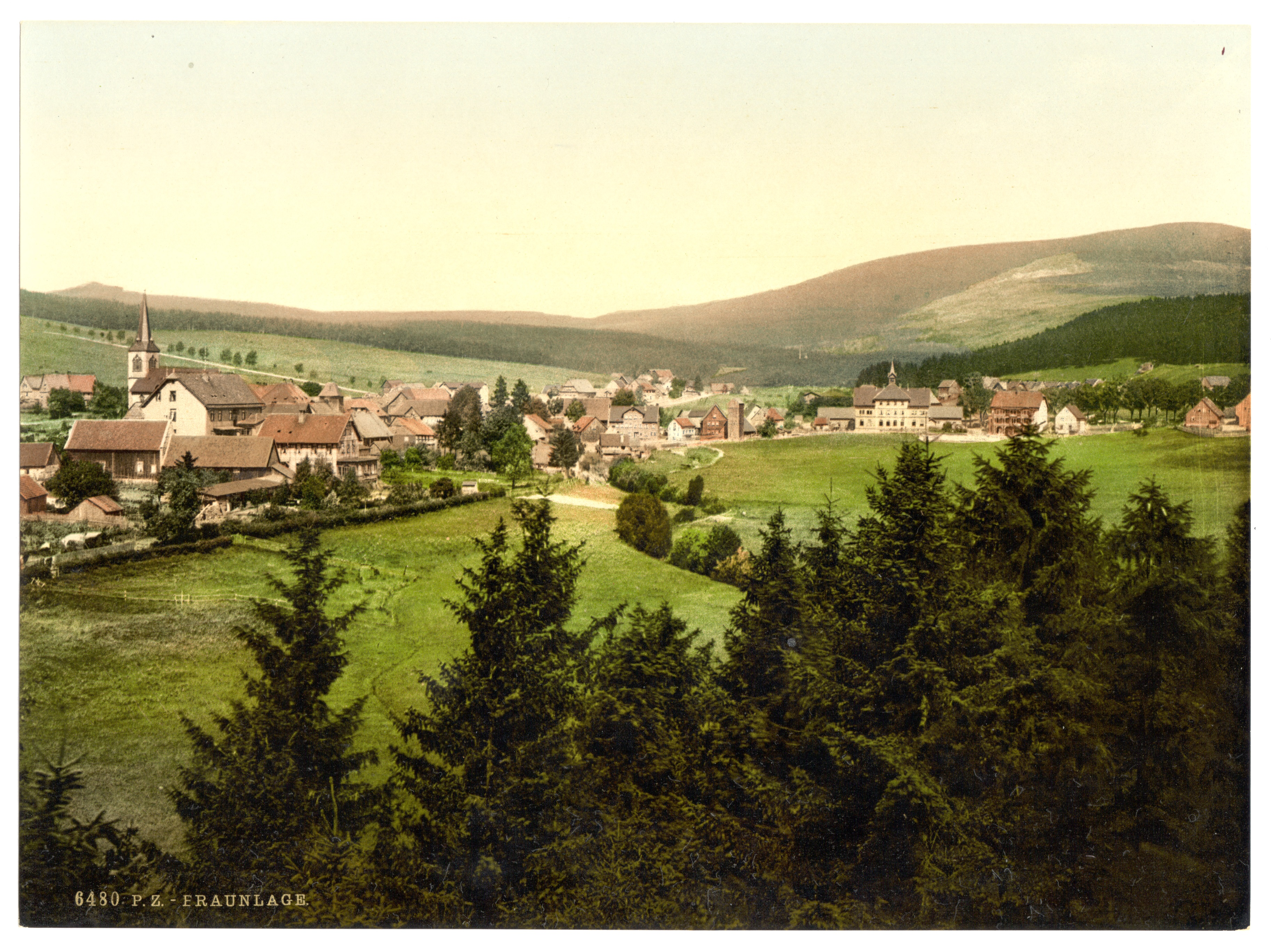
Braunlage um 1900

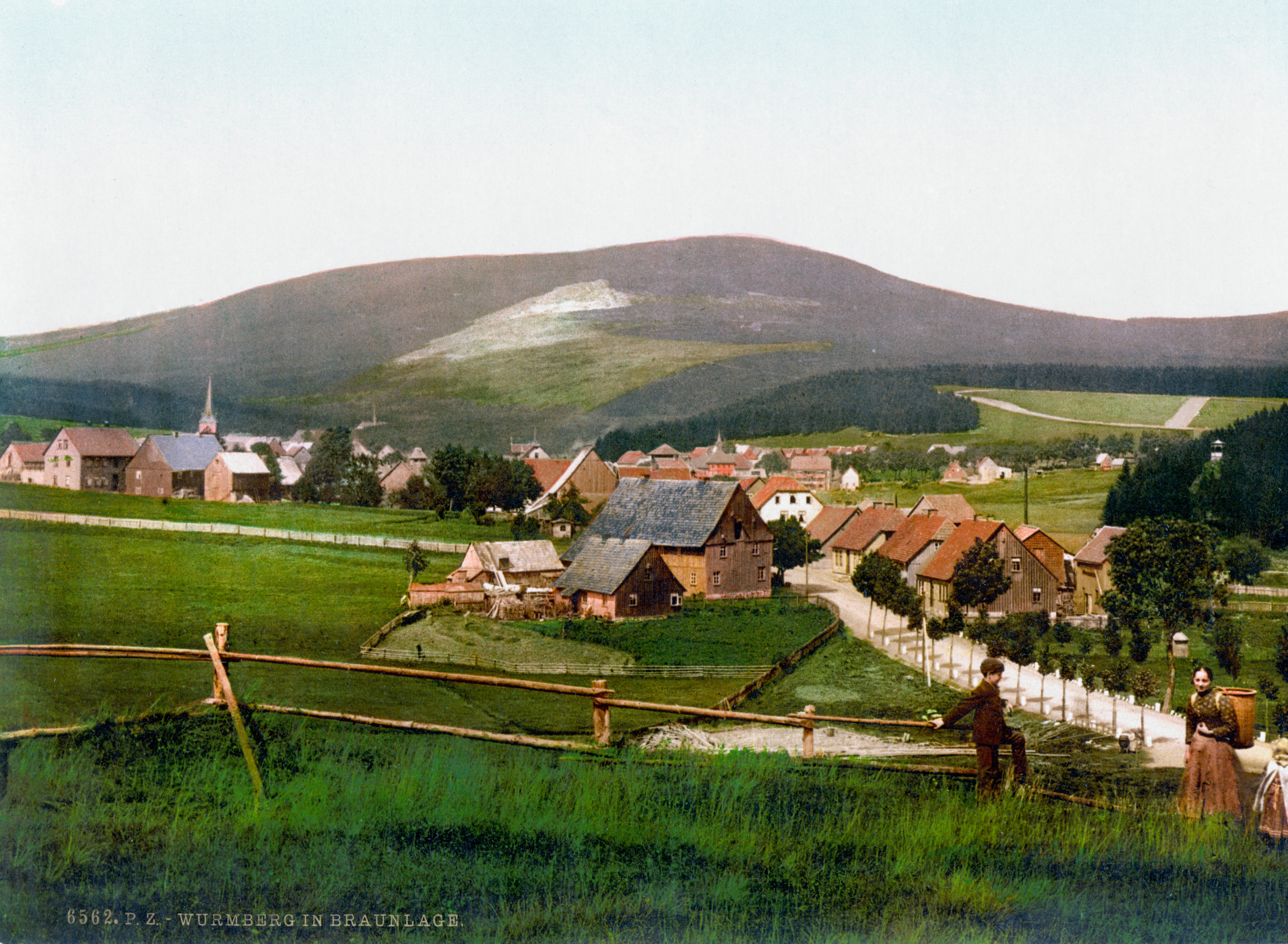
Wurmberg um 1900

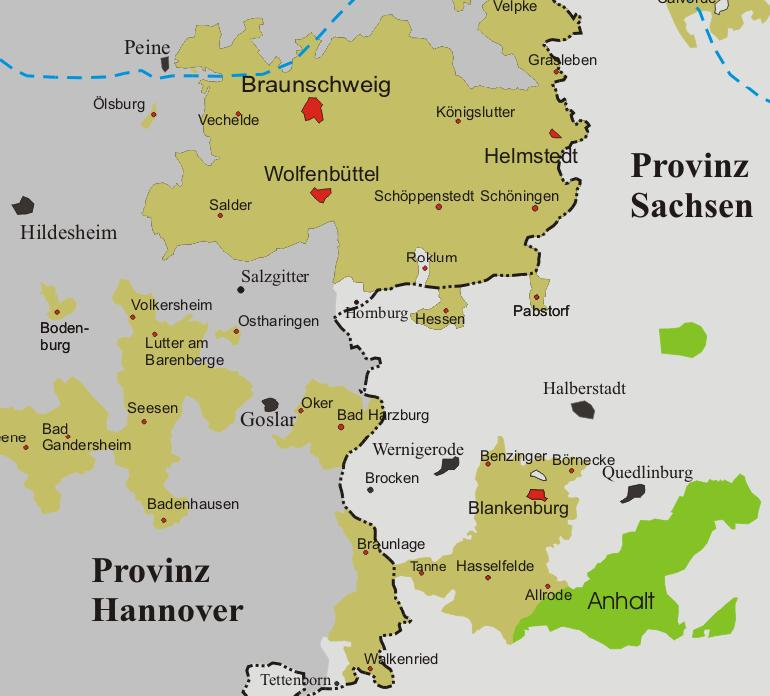
Der Raum Braunschweig-Harz mit Vorkriegsgrenzen und der späteren Zonengrenze

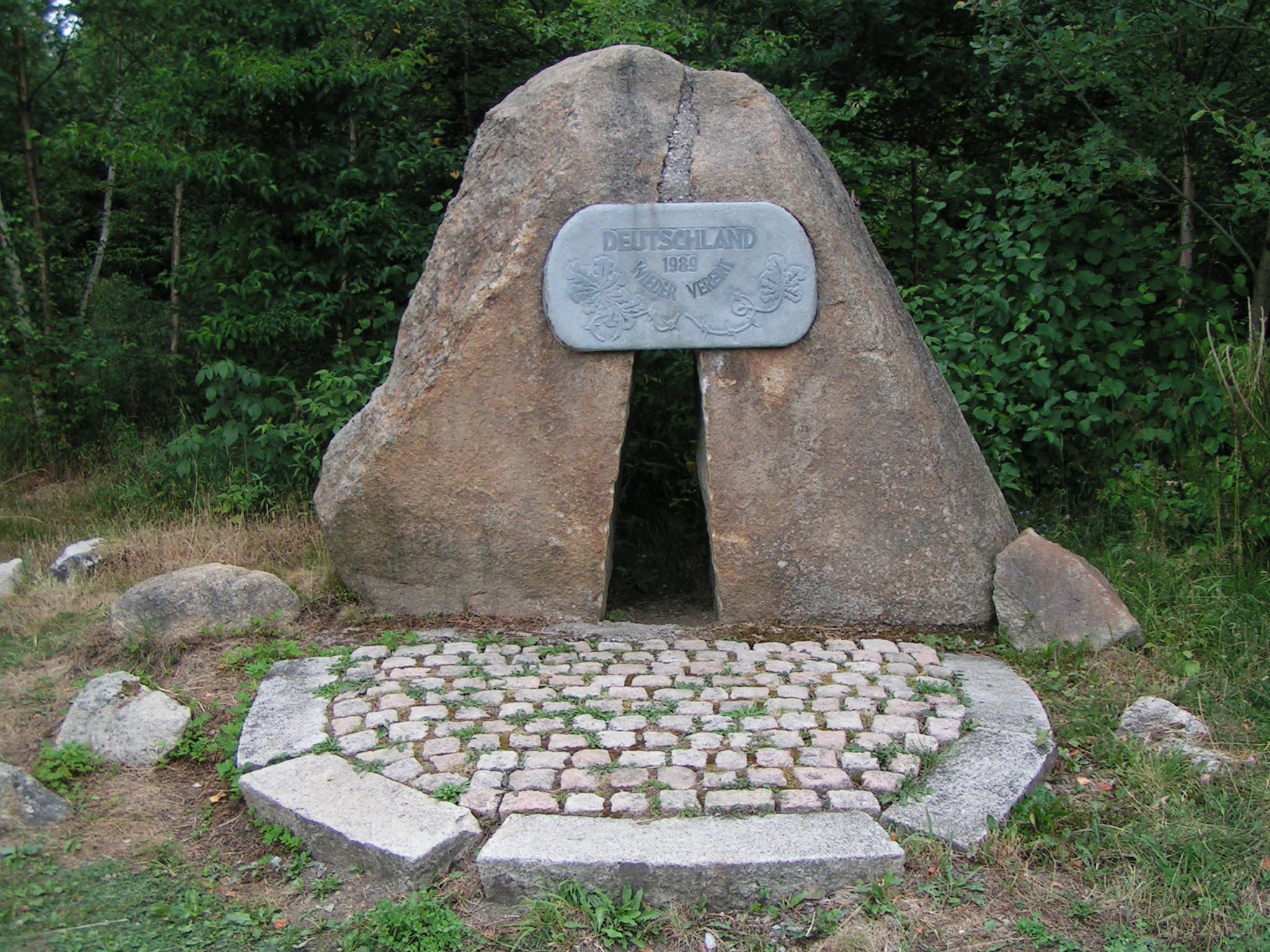
Mahnmal zum Gedenken an die deutsche Teilung und Wiedervereinigung

Braunlage entstand als Siedlung im Wald wohl im 13. Jahrhundert. Zwischen 1253 und 1260 taucht im Güterverzeichnis der Grafschaft Regenstein erstmals die „holtmarke to deme brunenlo“ auf. Ab 1518 entstand der eigentliche Berg- und Hüttenort Braunlage. 1531 tauchte erstmals der Name „huete to dem brunlohe“ auf.
1561 wurden vom gräflich-blankenburgischen Rat Hieronimus Pathe die Hüttenwerke wieder aufgebaut. Der Merian-Stich von 1654 zeigt das Eisenhüttenwerk „Braunlah auff dem Hartz gelegen in der Kolli“ und stellt die mittelalterliche Bergwerksgemeinde Braunlage dar. 1658 errichtete der Faktor der Eisenhütten zu Braunlage, Christian Walter, die herzoglich-braunschweigisch-lüneburgische Faktorei der Braunlager Eisenhüttenwerke. Dieses Gebäude ist bis heute in weiten Teilen erhalten. Es gehört zu den ältesten Gebäuden Braunlages, steht seit 1958 unter Denkmalschutz und ist seit 1963 das Harz Hotel Altes Forsthaus.
Im 17. Jahrhundert war Braunlage ein Marktflecken, 1934 schließlich erhielt es als Kurort Stadtrechte. Der Ort gehörte zur Grafschaft Blankenburg, die seit 1731 dauernd mit dem Fürstentum Braunschweig-Wolfenbüttel in Personalunion verbunden war. Von 1807 bis 1813 gehörte Braunlage (genannt als "Braunlageburg") zum Königreich Westphalen. Der Ort lag im Kanton Elbingerode, welcher zum Distrikt Blankenburg des Departements der Saale gehörte. Nach dem Ende der napoleonischen Herrschaft wurde im Jahr 1814 das Fürstentum Braunschweig-Wolfenbüttel unter dem Namen Herzogtum Braunschweig wiedererrichtet. Braunlage gehörte seitdem zum Distrikt Blankenburg, welcher am 1. Januar 1833 in Kreisdirektion Blankenburg und am 1. Januar 1939 in Landkreis Blankenburg umbenannt wurde.
Der Tourismus entwickelte sich gegen Ende des 19. Jahrhunderts zunächst zögerlich. Mit dem Anschluss an das Eisenbahnnetz im Jahr 1899 über die schmalspurigen Strecken Braunlage–Walkenried und Braunlage–Tanne der Südharz-Eisenbahn beschleunigte sich die Entwicklung. Ganze Villenviertel mit Sanatorien und Hotels entstanden zunächst am Hütteberg, im Ortszentrum und schließlich im Jermerstein-Viertel. Während im Jahr 1905 die von Carl Röhrig im Norden Braunlages betriebene Glashütte schließen musste, entwickelte sich durch den Bahnanschluss besonders die Holzindustrie. Die Sägewerke Fuchs (Ortsmitte) und Buchholz (nördlich des Bahnhofs) waren die wichtigsten Erwerbsquellen. Zudem prägte ein großer Steinbruch am Wurmberg, in dem Werk- und Rohsteine gewonnen wurden, mit einem Schotterwerk an der Warmen Bode das Gewerbeleben der Stadt. Dieser Steinbruch, in dem der Wurmberg-Granit gebrochen wurde, ist so gewaltig, dass er selbst von der Hochfläche bei Sankt Andreasberg gut sichtbar ist. Im ersten Jahrzehnt des 20. Jahrhunderts eroberte auch der Omnibus den Harz mit der Linie Bad Harzburg–Braunlage. Der Name Büssing spielt in diesem Zusammenhang eine besondere Rolle: Er betrieb die Linie von Bad Harzburg und errichtete ein Erholungsheim für Werksangehörige in Braunlage. Die Buslinie wurde 1962/1963 eingestellt.
In der NS-Zeit gab es in Braunlage eine Reihe von Betrieben, die für die Rüstung arbeiteten, viele auch mit Zwangsarbeitern. Letzterer wird auf dem Bergfriedhof Braunlage gedacht. Eine Stele auf dem Gelände der evangelischen Trinitatisgemeinde erinnert seit 2001 an Todesmärsche, die im April 1945 Braunlage passierten.
Bei der Einteilung Deutschlands in Besatzungszonen 1945 wurde der Landkreis Blankenburg zwar nach dem Londoner Protokoll von 1944 zunächst der Britischen Besatzungszone zugeordnet, da der größere Ostteil des Kreises aber nur durch eine Straße (die heutige B 242) und eine Bahnstrecke der Südharz-Eisenbahn mit dem Rest der Britischen Zone verbunden war, wurde im Juli 1945 die Grenzziehung korrigiert und der Kreis an seiner schmalsten Stelle westlich von Sorge geteilt: Der größere Ostteil des Kreises mit der Kreisstadt Blankenburg wurde der Sowjetischen Besatzungszone, später der DDR und dem Land Sachsen-Anhalt zugeordnet, der kleinere Westteil mit der Stadt Braunlage und den Gemeinden Hohegeiß, Neuhof, Walkenried, Wieda und Zorge kam zur Britischen Zone und damit zu Niedersachsen. Dadurch war Braunlage von 1946 bis 1972 Kreisstadt des niedersächsischen Landkreises Blankenburg, bis dieser durch die niedersächsische Gebietsreform im Jahr 1972 aufgelöst wurde. Die Stadt Braunlage, in welche der Nachbarort Hohegeiß eingemeindet wurde, gehört seitdem zum Landkreis Goslar.
1963 wurde die Wurmbergseilbahn, zunächst von der Mittelstation nahe dem Rodelhaus, mit einer Länge von 1362 m und einer Höhendifferenz von 250 m bis zur Bergstation auf den Wurmberg eröffnet. Der zweite Bauabschnitt von der Talstation am Großparkplatz bis zur Mittelstation wurde im Sommer 1965 fertiggestellt, weitere 150 m Höhendifferenz wurden somit überwunden und 1500 m Länge zur Seilbahn zugefügt, wodurch die längste Seilbahn Norddeutschlands entstand. In Richtung Brocken, dem höchsten Berg im Harz, befand sich auf dem Wurmberg die Wurmbergschanze.
Am 7. Mai 1964 veranstaltete Gerhard Zucker auf dem Hasselkopf eine Vorführung von Postraketen. Einer dieser Flugkörper explodierte und zwei Personen wurden von herumfliegenden Trümmern getötet (→ siehe: Unglück bei der Raketenvorführung in Braunlage 1964).
Herausragendes Ereignis für Braunlage war die Grenzöffnung 1989. Der Ort, der bisher an der Grenze zur DDR gelegen hatte, rückte nun inmitten des Harzes. An die deutsche Teilung und Wiedervereinigung erinnert ein Mahnmal an der innerdeutschen Grenze, die hier zugleich die Gemeindegrenze zwischen Braunlage und Elend bildet, unmittelbar neben der B 27. Die an die deutsche Einheit geknüpften wirtschaftlichen Erwartungen erfüllten sich jedoch nicht. War Braunlage noch bis zur deutschen Einheit ein gut besuchter Ferienort, so geriet es in den Folgejahren durch den Wegfall der Zonenrandförderung und die zunehmende Konkurrenz aus dem Ostharz in erhebliche wirtschaftliche Schwierigkeiten – so verringerte sich die Zahl der Übernachtungen im Zeitraum 1991 bis 2006 um beinahe die Hälfte.
Seit der Aufwertung des Skigebiets am Wurmberg sind die Übernachtungszahlen in Braunlage gestiegen. Im Jahr 2016 hatte der Ort rund 894.000 Übernachtungen gezählt. In 2017 waren es knapp 1,3 Millionen Übernachtungen.
Die ehemals freie Bergstadt St. Andreasberg fusionierte am 1. November 2011 mit der Stadt Braunlage.
Zur Darstellung der Postgeschichte siehe: Postgeschichte von Braunlage, Postgeschichte von Hohegeiß und
Postroute Braunschweig-Blankenburg.

### Ortsname
Frühere Bezeichnungen des Ortes waren: 1227 Brunla, 1234 Brunenla, 1235 Brunenlo, 1260 Brunenlo, 1518 Brunlohe, 1518 Braunlohe, 1531 Brunlohe, 1594 Braunenlaw, 1595 Brunlawe, 1595 Braunlag, 1610 Braunla, Braunlahe, 1621 Braun Lohe, 1622 Braunlohe, 1643 Braunlahe, 1650 Braunlah, 1679 Braunlage und 1690 Braunlahe. Daraus lässt sich Folgendes schließen: Es liegt kein Name mit dem Bestandteil -lage vor, wie die heutige Form zu verraten scheint, sondern das ursprüngliche -la-. Im zweiten Teil steckt das ostfälische -la, dem in vielen anderen Ortsnamen das -lo(h) für Wald entspricht. Im ersten Teil könnte das niederdeutsche brūn für „braun“ enthalten sein. Da aber der Bezug einer Bedeutung „Braunwald, brauner Wald“ unklar ist, muss auch damit gerechnet werden, dass ein anderes Wort zugrunde liegen könnte, das im altisländischen als brūn für „Braue, Kante, hervorstehender Rand (zum Beispiel eines Gebirges)“ belegt ist.

### Eingemeindungen
Am 1. Juli 1972 wurde die Gemeinde Hohegeiß eingegliedert.
Am 1. November 2011 fusionierten die Stadt Braunlage und die Bergstadt Sankt Andreasberg mit dem vorrangigen Ziel, durch eine gemeinsame Verwaltung Kosten zu senken. Die Fusion zur neuen Stadt Braunlage war am 16. März 2011 vom Niedersächsischen Landtag beschlossen worden.

### Einwohnerentwicklung
| Jahr | Einwohner | Quelle |
| ---- | --------- | ------ |
| 1821 | 1691      |        |
| 1848 | 2473      |        |
| 1871 | 2288      |        |
| 1885 | 2489      |        |
| 1905 | 3408      |        |
| 1910 | 2811      | [ 11 ] |
| 1925 | 3576      | [ 12 ] |
| 1933 | 3875      | [ 12 ] |
| 1939 | 4049      | [ 12 ] |
| 1946 | 9489      |        |
| 1950 | 74540     | [ 13 ] |

| Jahr | Einwohner | Quelle |
| ---- | --------- | ------ |
| 1956 | 59690     | [ 13 ] |
| 1961 | 71630     |        |
| 1968 | 7716 ¹    |        |
| 1970 | 7249 ¹    |        |
| 1973 | 73210     | [ 14 ] |
| 1975 | 7259 ¹    | [ 15 ] |
| 1980 | 7140 ¹    | [ 16 ] |
| 1985 | 6776 ¹    | [ 16 ] |
| 1990 | 6148 ¹    | [ 16 ] |
| 1995 | 5998 ¹    | [ 16 ] |
| 2000 | 5476 ¹    | [ 17 ] |

| Jahr | Einwohner | Quelle |
| ---- | --------- | ------ |
| 2005 | 5142 ¹    | [ 16 ] |
| 2010 | 4595 ¹    | [ 16 ] |
| 2013 | 6082 ¹    | [ 18 ] |
| 2015 | 6803 ¹    | [ 19 ] |
| 2016 | 6049 ¹    | [ 20 ] |
| 2017 | 5941 ¹    | [ 16 ] |
| 2018 | 5854 ¹    | [ 16 ] |
| 2021 | 5561 ¹    | [ 21 ] |
| 2024 | 5314 ¹    | [21]   |

¹ jeweils zum 31. Dezember

Einwohnerentwicklung

Am 31. Dezember 2021 verteilten sich sie Einwohner Braunlages mit 3175 Einwohnern auf die Kernstadt, 1489 Einwohner auf St. Andreasberg und 897 Einwohner auf den Stadtteil Hohegeiß.

## Religion

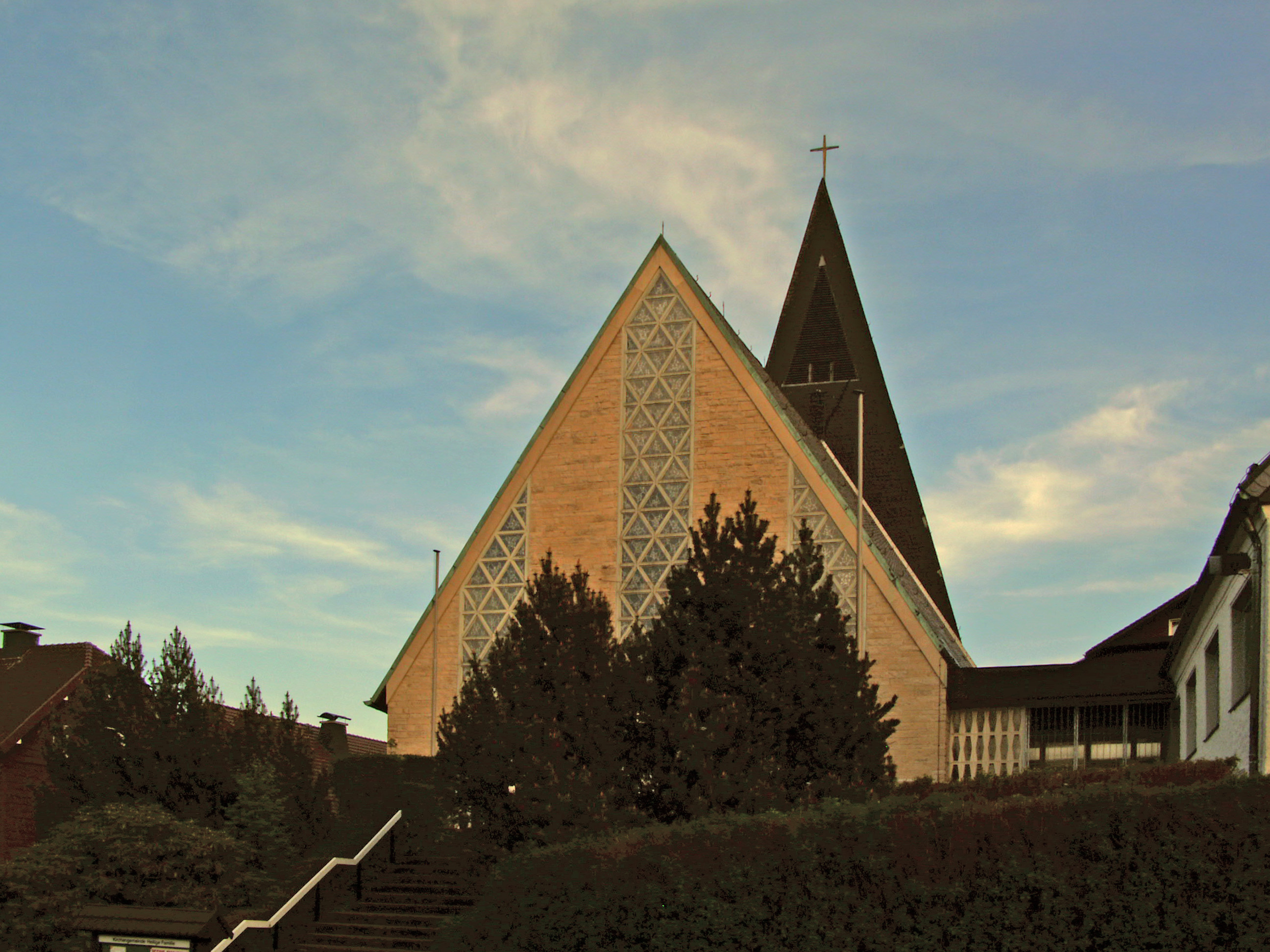
Kirche Heilige Familie

- Im Zentrum Braunlages befindet sich die 1889 erbaute evangelisch-lutherische Trinitatiskirche, ihre Kirchengemeinde gehört zur Propstei Bad Harzburg.
- Die katholische Kirche Heilige Familie, oberhalb der Stadtmitte an der Von-Langen-Straße gelegen, wurde 1965 errichtet. Bereits seit 1937 befand sich dort eine kleine katholische Kirche. Heute gehört die Kirche zur Pfarrgemeinde St. Benno in Bad Lauterberg, die ehemalige Filialkirche Heilig Geist in Hohegeiß wurde bereits 2008 profaniert. Zwei Kilometer außerhalb der Stadt befindet sich an der Mutter-Kind-Klinik Haus Waldmühle die 1965 errichtete katholische Kapelle St. Maria Von der erfrischenden Quelle.
- Die Neuapostolische Kirche wurde 2011 entwidmet. Von 1921 an fanden zunächst neuapostolische Gottesdienste in profanen Räumen Braunlages statt. 1965 wurde die Kirche in der Lauterberger Straße 39 geweiht, am 19. Juni 2011 fand dort der letzte Gottesdienst statt. Heute befinden sich die nächstliegenden neuapostolischen Kirchen in Elbingerode und Bad Lauterberg.

## Politik

### Stadtrat
Der Stadtrat besteht aus 16 Ratsmitgliedern und dem hauptamtlichen Bürgermeister. Dies ist die festgelegte Anzahl für eine Stadt mit einer Einwohnerzahl zwischen 5.001 und 6.000 Einwohnern. Die Ratsmitglieder werden durch eine Kommunalwahl für jeweils fünf Jahre gewählt.
Bei der Kommunalwahl 2021 ergab sich folgende Sitzverteilung:
| Sitzverteilung im Stadtrat 2021Insgesamt 16 Sitze - SPD: 3 - Grüne: 2 - BL: 5 - CDU: 6 |

### Bürgermeister
Seit dem 1. November 2019 ist Wolfgang Langer (Bürgerliste) hauptamtlicher Bürgermeister. Sein Stellvertreter ist Karl-Heinz Plosteiner (CDU).
Bisherige Bürgermeister:
- 1927–1932: Robert Roloff (1886–1953) (SPD)
- 1956–1961: Alfred Wickenhagen
- 1968–1981: Alfred Wickenhagen
- 1986–2006: Albert Baumann (CDU) (1986–1999 ehrenamtlich, ab 1999 hauptamtlich)
- 2006–2019: Stefan Grote (SPD)
- 2019–Dato: Wolfgang Langer (Bürgerliste)

### Ortsvorsteher
Der gleichnamige Ortsteil Braunlage wird von einem Ortsvorsteher vertreten. Seit dem 10. November 2016 ist Albert Baumann (CDU) Ortsvorsteher.
(Stand: Kommunalwahl 2021)

### Wappen
| Wappen von Braunlage | Blasonierung: „In Silber auf drei grünen Hügeln drei grüne Fichten mit schwarzen Stämmen, deren mittlere höher ist.“ |
| Wappen von Braunlage | Wappenbegründung: Das Wappen wurde am 20. Dezember 1935 durch den Reichsstatthalter von Anhalt und Braunschweig verliehen. Es betont durch drei Bäume und die Hügellandschaft die natürliche Lage zwischen den Bergen Brocken, Achtermann und Wurmberg. Die Berge werden mitunter, wohl in unrichtiger Anspielung auf den Ortsnamen, auch braun tingiert, was aber heraldisch nicht korrekt ist. Die Fichten kommen schon im Wappen des Hüttenfaktors Walther in Braunlage 1693 vor. Drei alte Gerichtssiegel, deren eines mit 1727 datiert ist, zeigen entweder eine bewurzelte Fichte auf Boden oder eine große, von zwei kleineren begleitete. |

### Banner
|  | 00Banner:„Das Banner ist grün-weiß längsgestreift.“ |

### Gemeindepartnerschaften
- Touques (Calvados), Gemeinde in Frankreich, seit 2011[30]

## Kultur und Sehenswürdigkeiten

### Bauwerke

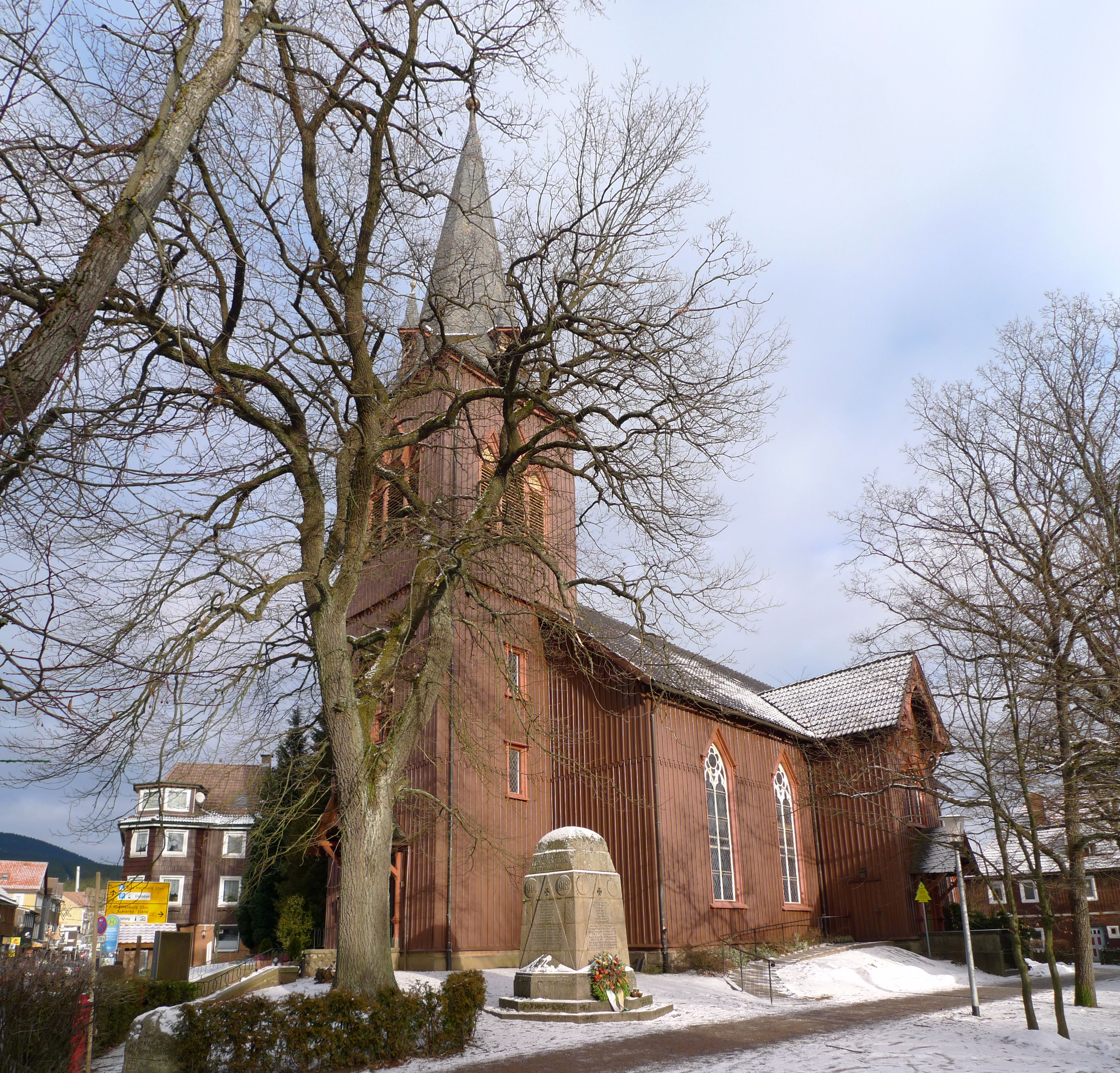
Trinitatis-Kirche

Als sehenswerte Bauwerke sind zu nennen:
- evangelische Trinitatis-Kirche (innen Fachwerkbau)
- Pfarrhaus hinter der Kirche (eines der ältesten Häuser Braunlages)
- Altes Forsthaus, ehemaliges Faktoreigebäude des Braunlager Hüttenwerks, errichtet 1658
- Baudenkmal Sanatorium Dr. Barner; Jugendstilsanatorium des Architekten Albin Müller
- Eisstadion, bemerkenswerte Architektur der 1970er Jahre mit an Seilen über Pylone aufgehängter Dachkonstruktion
- Hotel Maritim, Großhotelbau aus den 1970er Jahren (seit 2021 AHORN Harz Hotel Braunlage)
- Kurgastzentrum, architektonisch interessantes Gebäude Ende der 1970er Jahre entstanden mit großem Saalbau und Außenbühne
- Wurmbergturm, moderner Aussichtsturm mit Außenrutsche
- alte Schule (Gebäude in Ortsmitte an der Bodebrücke)
- Postgebäude
- altes Rathaus
- Villenviertel am Hütteberg und Jermersteinviertel mit zeitgenössischen Villenbauten
- Friedhofskapelle mit Säulenportikus

Kurteich-Panorama

- Jugendwaldheim ehemaliger Bahnhof

### Parks
Der Kurpark Braunlages (auch „Kurgarten“ genannt) ist einer der größten und vielfältigsten im Harz. Er unterteilt sich in zwei Bereiche. Zunächst der ab 1908 angelegte „Untere Kurpark“ mit Kurgastzentrum, Konzertplatz, „Grotte“ sowie dem Kurteich mit hoher Fontäne. Daran anschließend wurde ab 1950 der „Obere Kurpark“ angelegt. Dieser weitläufige Teil des Parks weist eine Köte, die Steinklippe mit von-Langen-Denkmal sowie eine Vielfalt verschiedener heimischer und fremdländischer Bäume auf.

### Friedhof
Auf dem Friedhof findet sich eine Kriegsgräberstätte für im Zweiten Weltkrieg ums Leben gekommene deutsche Soldaten sowie Kriegsgefangene und Zwangsarbeiter.

### Natursehenswürdigkeiten
Zu den Natursehenswürdigkeiten in Braunlage zählen die Steinklippe sowie der Große und Kleine Bodefall.
Der Wurmberg als Hausberg Braunlages und höchster Berg in Niedersachsen ist landschaftsprägend. Ebenso der benachbarte Achtermann und der Brocken. Der felsige Jermerstein nordwestlich von Braunlage ist ein touristisches Ausflugsziel. Die Warme Bode mit dem Großen Bodefall und dem Kleinen Bodefall im Norden und den Bodewiesen im Süden durchfließt den Ort in ganzer Länge. In Richtung Sorge können Wanderer sowohl auf der West- als auch auf der Ostseite der Warmen Bode und der am Wurmberg entspringenden Bremke folgen. Diese Wege, die teilweise der ehemaligen innerdeutschen Grenze folgen, sind auch mit dem Fahrrad gut befahrbar. In Richtung Sankt Andreasberg sind der Silberteich und die Hahnenkleeklippen erwähnenswert.

### Naturdenkmäler
- Große Wurmbergklippe (ND GS 32)

### Museen

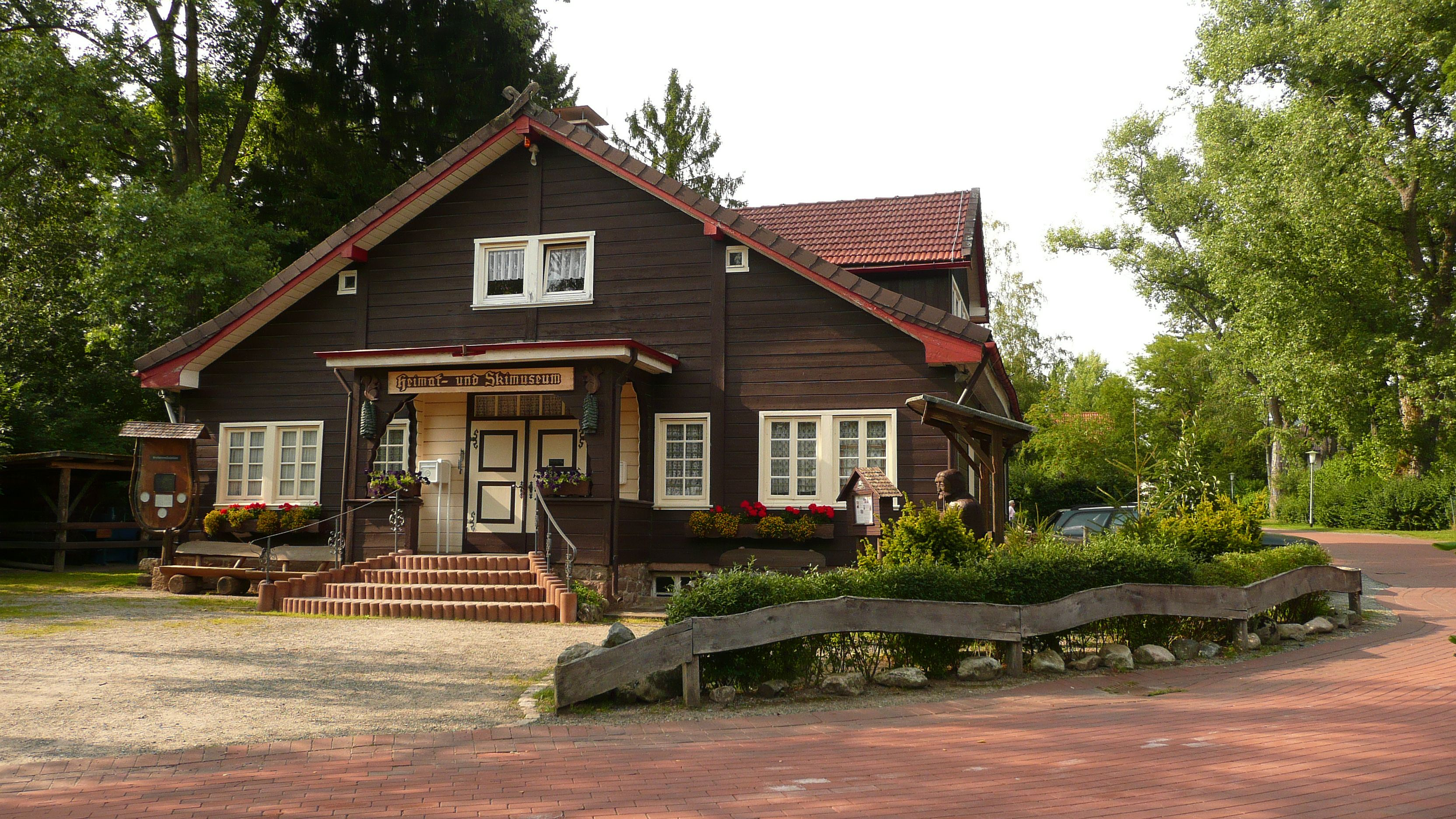
Heimatmuseum am Kurpark

Das Heimat- und Skimuseum (offizielles FIS-Skimuseum) gibt Auskunft über die Ortsgeschichte ebenso wie über die Entwicklung des Skilaufs allgemein sowie speziell im Harz.

### Kunst
Besonders in der Blütezeit des Fremdenverkehrs nach 1900 kamen viele Künstler nach Braunlage. Schauspieler gaben hier den Kurgästen Vorstellungen und Maler hielten Braunlage und seine Umgebung in Bildern fest.
Bekannt sind zwei Aufenthalte des Künstlers Lyonel Feininger in den Sommermonaten der Jahre 1917 und 1918 in Braunlage. Als Amerikaner war es Feininger nicht erlaubt, frei zu reisen und so bekam er durch Vermittlung des Berliner Galeristen Herwarth Walden die Möglichkeit, nach Braunlage zu reisen. Feininger zeichnete zahlreiche Orts- und Landschaftsansichten. Zu seinen Motiven zählten das Forsthaus Brunnenbach (abgerissen), das Herrenhaus der ehemaligen Glashütte (abgerissen) und die St. Trinitatis-Kirche. Im Sommer 1918 begann er in Braunlage, sein später bedeutendes Holzschnittwerk zu entwickeln. Werke daraus finden sich heute in der Lyonel-Feininger-Galerie in Quedlinburg.
In Hasselfelde am 15. Oktober 1858 geboren, wirkte der als „Moormaler“ bezeichnete Kunstmaler Ferdinand Thomas lange Jahre in Braunlage und hielt zahlreiche Landschaftsansichten in Öl fest. Sein Grab findet sich auf dem Braunlager Friedhof in der Lauterberger Straße. Eine Auswahl seiner Werke wird im FIS-Ski- und Heimatmuseum Braunlage der Öffentlichkeit zugänglich gemacht.
Der Fotograf Hans Rudolphi betrieb in Braunlage die „Oberharzer Photo-Zentrale“ mit einem Verlag für Ansichtskarten. „Photo Rudolphi“ besaß darüber hinaus im Hotel „Fürstenhöhe“ im Nachbarort Schierke ein Zweiggeschäft. Mit den Jahren entstanden eine Vielzahl von Landschafts- und Objektaufnahmen im gesamten Harz. Einige seiner Aufnahmen wurden als Ansichtskarten in alle Welt verschickt. Rudolphi gilt als einer der hervorragendsten Landschaftsfotografen seiner Zeit und war Träger vieler Auszeichnungen.

### Sport
Braunlage ist ein bedeutender Wintersportort im Harz. Überregional bekannt war die 1922 erbaute und 1951 erstmals als Aussichtsturm umgebaute Wurmbergschanze, auf der bis 2011 von der FIS der Skisprung-Continental-Cup ausgetragen wurde. Die 1984 und 1991 erweiterte Anlage wurde 2014 abgerissen. Heute steht auf dem Gelände der 2019 eröffnete Wurmbergturm.
Die ganzjährigen Sportmöglichkeiten am Wurmberg wurden bis 2012 erheblich ausgebaut. Zu diesem Konzept „Wurmberg 2015“ gehörten bei einem Investitionsvolumen von 7,5 Millionen Euro auch die Errichtung einer Beschneiungsanlage.

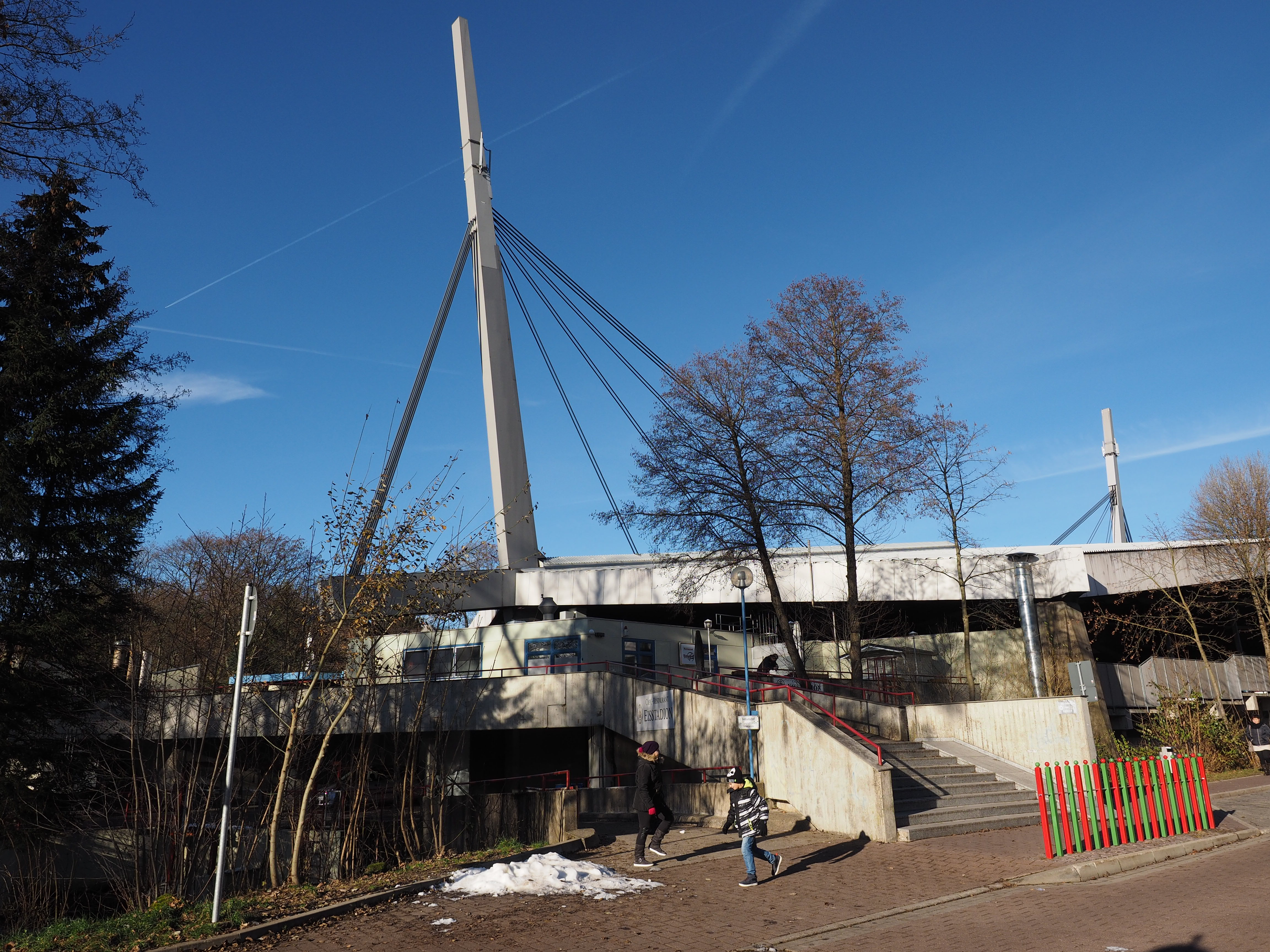
Wurmbergstadion

Seit 1974 wird im Wurmbergstadion Eishockey gespielt. Im Jahr 2009 wurde nach langjähriger Pause wieder ein Turnier um den Wurmberg-Cup ausgetragen. Teilnehmende Mannschaften waren die Hannover Indians, die Iserlohn Roosters, die DEG Metro Stars sowie der spätere Sieger die Kassel Huskies. In den 1970er und 1980er Jahren fand das Eishockeyturnier alljährlich mit einem internationalen Teilnehmerfeld statt. Teilnehmende Mannschaften waren unter anderem die Nationalmannschaft Polens, HK Spartak Moskau und HK ZSKA Moskau, TPS Turku (Finnland) und PHK Krylja Sowetow Moskau sowie weitere Mannschaften aus der ehemaligen ČSSR, Rumänien und Schweden sowie die damaligen Spitzenteams Deutschlands.
Zu den Eishockeymannschaften in Braunlage, dem ESC Braunlage – Harzer Falken (Herren/Nachwuchs) und dem WSV Braunlage (Frauen) siehe Eishockey in Braunlage.
Auf der Neun-Loch-Swingolf-Anlage werden vom Swingolfclub Harz u. a. die alljährlichen Harzer Open ausgetragen.
Auf dem Wurmberg ist der Bikepark Braunlage errichtet worden. Auf 18 km Strecke finden auch Veranstaltungen (Downhill-Rennen) statt. Viele angelegte Strecken mit bis zu 4,5 km Länge sind weitgehend naturbelassen und nutzen die spezifische Topografie des Wurmbergs. Eine 6er-Gondelbahn überbrückt die ca. 400 Höhenmeter und bringt die Fahrer vom Tal auf den 972 m hohen Gipfel. In unmittelbarer Nähe der Bergstation befinden sich zwei Startplattformen, von denen jeweils zwei unterschiedliche Strecken befahren werden können.
Wanderer passieren Braunlage als eine der Stationen des Harzer Hexenstieges.

### Regelmäßige Veranstaltungen
- Almauftrieb am Wurmberg (bis 2022)
- Walpurgisspektakel (30. April)
- Braunlager Sommernachtstraum (Kurparkbeleuchtung)
- Schützenfest mit Schützenumzug
- Köhlerfest (bis 2012)
- Weihnachts-/Adventsmarkt
- Nacktrodeln auf der Skiwiese (bis 2012)

## Wirtschaft und Infrastruktur

Südpanorama mit dem Wurmberg im Hintergrund

### Tourismus
Braunlage bildet traditionell eines der Zentren des Fremdenverkehrs im Harz. Hierfür bestehen neben einer gut ausgebauten Hotellerie und Gastronomie der unterschiedlichsten Preisklassen auch Angebote für Camper sowie Freizeiteinrichtungen wie Ski- und Wandermöglichkeiten und ein Eisstadion. Bemühte man sich lange, alpine Bergorte bezüglich der Art der Präsentation und der Vermarktung zu imitieren, werden zunehmend Stimmen laut, welche die Schärfung eines eigenen Profils fordern. Gleichzeitig versucht man, zahlungskräftigeres Publikum mit Angeboten höherer Qualität anzulocken. 2023 zählte der Kernort mehr als 800.000 Übernachtungen; einschließlich der Ortsteile St. Andreasberg und Hohegeiß kam man auf 1.400.000 Übernachtungen.

### Verkehr
Straße
Braunlage ist mit dem Auto erreichbar über die Bundesstraße 4, die aus Richtung Braunschweig kommend den Harz überquert, und die Bundesstraße 27, die in den östlichen Teil des Harzes führt. Zur Entlastung des Braunlager Ortszentrums wurde im Verlauf der B 4 eine Umgehungsstraße erbaut, die jedoch nicht den Verkehr von Ost nach West aus dem Zentrum fernhält. Während der Hauptsaison ist das Stadtzentrum durch den Autoverkehr sehr belastet.
Eisenbahn
Bis 1962 bot die Südharz-Eisenbahn-Gesellschaft mit der Schmalspurbahn Walkenried–Braunlage/Tanne Bahnanschluss in Richtung Walkenried. Die Verbindung nach Sorge mit Anschluss an das Netz der Harzer Schmalspurbahnen war bereits 1945 unterbrochen worden. Nach 2000 wurde erneut der Neubau eines Bahnanschlusses an die Harzer Schmalspurbahnen diskutiert. Im Jahr 2022 sprachen sich sowohl die Stadt Braunlage als auch der Aufsichtsrat der Harzer Schmalspurbahnen für die Herstellung der Bahnverbindung aus.
Die nächsten in Betrieb befindlichen Schmalspur-Bahnhöfe sind Sorge und Elend an der Harzquerbahn. Die nächsten Bahnhöfe normalspuriger Eisenbahnen befinden sich in Bad Harzburg, Bad Lauterberg-Barbis und Walkenried. Die letztgenannten Stationen liegen an der Südharzstrecke.
Linienbusse
Es bestehen Linienverbindungen nach Bad Harzburg, Bad Sachsa, Sankt Andreasberg, Walkenried und über Elend nach Wernigerode. Tariflich liegt Braunlage im Schnittpunkt mehrerer Verkehrsverbünde: nach Norden (Bad Harzburg) der Verkehrsverbund Region Braunschweig (VRB), nach Osten (Wernigerode) die Verkehrs- und Tarifgemeinschaft Ostharz (VTO) und nach Süden (Bad Sachsa) der Verkehrsverbund Süd-Niedersachsen (VSN).

### Bildung
Braunlage verfügt über eine Grundschule („Wurmbergschule“) und ein Schulzentrum (seit 1834 im Ortskern nahe dem Kurpark) mit einer Oberschule und der gymnasialen Unterstufe („Oberharz-Gymnasium“).
Um den Schulstandort Braunlage dauerhaft zu erhalten, werden seit dem Schuljahr 2006/07 nicht mehr ausschließlich Schüler aus Braunlage, Hohegeiß, Zorge und Sankt Andreasberg aufgenommen, sondern auch aus den sachsen-anhaltischen Orten Benneckenstein und Tanne.